# Gökçekent, Ermenek
Gökçekent là một xã thuộc huyện Ermenek, tỉnh Karaman, Thổ Nhĩ Kỳ. Dân số thời điểm năm 2011 là 1.127 người.